# Reformiert.
reformiert. ist die evangelisch-reformierte Zeitung für die Deutschschweiz. Sie ist aus einer Fusion des Berner saemanns und des Zürcher, des Aargauer und des Bündner Kirchenboten hervorgegangen.
Erstes Erscheinungsdatum war der 30. Mai 2008. Sie erscheint monatlich (in Zürich vierzehntäglich) und hat eine WEMF-beglaubigte Auflage von 659'597 verkauften (Mitgliederabonnemente)/verbreiteten Exemplaren. Dazu kommt die Selbstdeklaration der evangelisch Reformierten Landeskirche Graubünden im Umfang von 33'146 Exemplaren.
Die Zeitschrift verfügt über vier regionale Redaktionen in Bern, Zürich, Brugg und Chur
- Reformierte Landeskirche Aargau, vertreten durch die Herausgeberkommission
- Verein reformiert. Bern | Jura | Solothurn
- Evangelisch-reformierte Landeskirche Graubünden
- Evangelisch-reformierte Landeskirche des Kantons Zürich, vertreten durch den Verein reformiert.zürich

Ein gemeinsamer Mantelteil ergänzt die regionalspezifischen Seiten. Im Gebiet Bern | Jura | Solothurn werden die Gemeindeinformationen der Kirchgemeinden mit 41 regionalen Splits im zweiten Zeitungsbund beigelegt. Im Gebiet Graubünden sind es 6 regionale Splits in Form eines zweiten Beitungsbundes. In den Kantonen Argau und Zürich werden grösstenteils Gemeindebeilagen im Tabloidformat beigelegt.
Redaktionsleiter sind Felix Reich (Zürich), Hans Herrmann (Bern), Thomas Illi (Aargau) und Constanze Broelemann (Graubünden).
Der Verlag Bern wird geleitet durch Manfred Baumann. Verantwortlich für die Verlage Aargau und Zürich ist Hans Ramseier.